# 鍾松輝

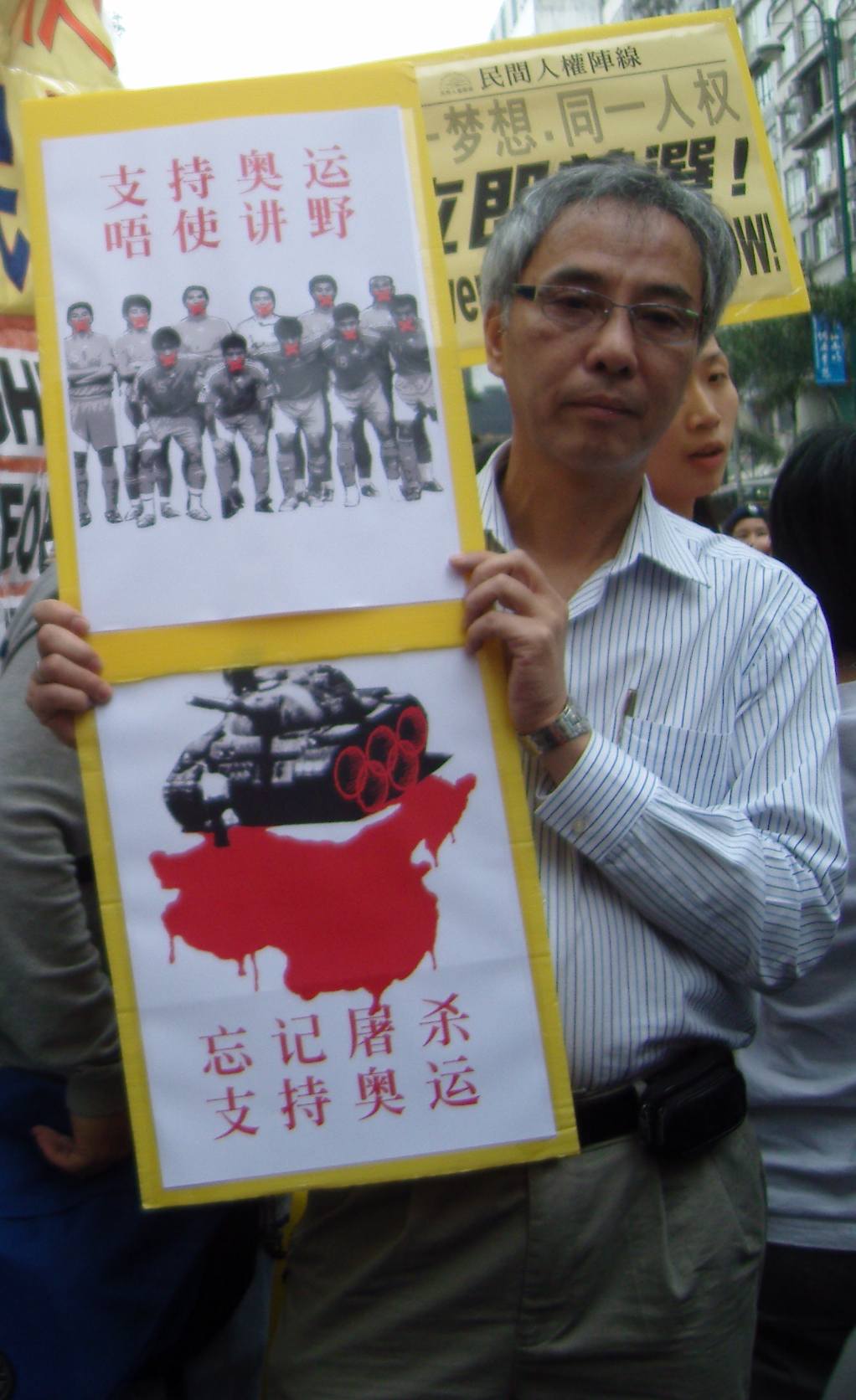
鍾松輝於2008年

鍾松輝（又名鍾輝）是香港工黨執行委員，曾任民間人權陣線召集人之一，同時亦任新世界第一巴士車長及工會會長，早年他是中華巴士柴灣新廈街總站助理員，後來成為巴士車長，並投入工會運作，最初他是右派港九工團聯合總會旗下中華巴士自由工會理事長，在中巴專營權屆滿、由新巴接手後，除繼續在新巴出任車長，並長年駕駛新巴8P線外，亦帶領工會由工團轉至香港職工會聯盟。他曾經加入社會民主連線，他曾與曾健成等人參選第三屆香港立法會選舉及與何秀蘭等人參選第五屆香港立法會選舉，兩次均從香港島選區參選。

## 軼事
他在中華巴士任職司機期間，則長期駕駛過海隧道巴士914線及其前身114線，並以有被巴士迷稱為「中巴八大禽獸」之一、車隊編號為DL2，該公司唯一一部裝上亞歷山大車身的丹尼士巨龍／禿鷹巴士樣版車作為固定駕駛車輛，當時他對要求為該巴士拍照巴士迷相當友好，而經常在各大巴士討論區被討論，同時，DL2也曾被部份巴士迷戲稱為「立法會候選人座駕」。